# Кея
Кея (Кеос, Тсия, греч. Κέα ή Τζια) — принадлежащий Греции остров в южной части Эгейского моря. Самый ближний к Афинам остров архипелага Киклады. Состоятельные афиняне любят остров Кея из-за его близости к Аттике — он находится всего в 20 километрах от мыса Сунион, сюда очень легко выбраться на выходные. На остров ходят паромы из Лавриона (16 морских миль) и быстроходные суда из Пирея. Административный центр — Иулида. Население 2455 человек по переписи 2011 года.

## География
Кея имеет вытянутую форму, длина острова с севера на юг около 19 километров, ширина — около 9 километров. Площадь острова составляет 131,693 квадратных километров, протяженность береговой линии — 88 километров. Остров очень горист, самая высокая точка — гора Профитис-Илиас (Ильи-Пророка) имеет высоту 561 метров над уровнем моря.
Пролив Кея (Кеос) отделяет Кею от соседнего острова Макронисос. В проливе в 1916 году затонул лайнер «Британник».

## История острова
В древности остров назывался Кеос (др.-греч. Κέως, лат. Ceos), имел поэтическое название Гидрусса (др.-греч. Ὑδροῦσσα).
Археологи нашли на Кее поселение бронзового века Айя Ирини (Αγία Ειρήνη). Поселение достигло своего расцвета в конце минойской и в начале микенской эпох.
Город находился прямо на берегу залива, а с напольной стороны был защищён широкой фортификационной стеной с башнями и воротами. Дома обращены фасадом в сторону моря и отделены один от другого узкими мощёными улицами. Строительство велось в традициях кикладской архитектуры — из каменных плит, с деревянными балками, уложенными внутри стен для сцепления конструкции. Нижний пол жилища был опущен в землю, и образовавшееся помещение служило кладовой, в которой стояли большие сосуды для хранения масла и вина и других припасов. Дома двухэтажные. Перекрытия между этажами деревянные. В большом здании (возможно, дворце правителя) стены обмазаны глиной, оштукатурены и покрыты фресками.
В древнегреческий период остров был заселён ионийцами. В период Греко-персидских войн остров участвовал в битве при Саламине на стороне греков (Геродот в своей Истории писал, что Кеос прислал 2 триремы и 2 пентеконтеры), затем вошёл в Афинский морской союз. В 363 году до н. э. произошла попытка острова выйти из Афинского союза. Афинские стратеги Аристофан и Хабрий сломили сопротивление островитян, наложили контрибуцию и заставили заключить новый договор на более тяжёлых условиях. Но в 355 году до н. э. острову удаётся получить независимость от Афин. Древнегреческий философ Теофраст в своём трактате «О камнях» упоминает, что остров славился своим камнем минием. В одной из элегий Каллимаха, вошедших в сборник «Причины», содержится рассказ об острове Кеос, о его городах, о поселившихся на острове парнасских нимфах. В I веке до н. э. остров вошёл в состав Римской империи, затем стал частью Византии. Во времена Византии остров славился своим пурпуром. Пурпур, добывавшийся на острове Кеос, стремились приобрести не только афиняне и константинопольцы, но и арабы и венецианцы. В 1204 году во время четвертого крестового похода остров был завоёван крестоносцами и передан ими в состав вассала Венеции Наксосского герцогства. В 1278 году остров был отвоёван византийцами, но в 1296 году был завоёван венецианцами снова. Венецианцы построили на острове замок на месте античного поселения Иулида. В 1303 году остров разграбили каталонцы. В XIV—XV веках остров подвергался частому нападению пиратов, к 1470 году на Кея осталось лишь 200 жителей.
Кея был завоёван Османской империей в 1527 году. Турки никогда не селились на острове, но заселили его православными арнаутами в конце XVI века. Постепенно арнауты эллинизировались и преобладающим языком на острове вновь стал греческий. В 1789 году Ламброс Кацонис, греческий корсар на российской службе, сделал остров базой для повстанческого греческого флота. В 1831 году остров вошёл в состав новообразованного королевства Греция.
Остров был известен в Греции своим жестоким обычаем — самоубийством стариков. Старики острова Кеос украшали головы венками, устраивали праздник и в конце его пили цикуту. У древнегреческого поэта Менандра есть такие стихи:
Есть меж кеосцев обычай прекрасный, Фания: 

Плохо не должен тот жить, кто не живет хорошо!
Древнеримский инженер и архитектор I века до н. э. Витрувий в своём трактате об архитектуре упоминает, что «На острове Кеосе есть источник, из которого если кто по неосторожности напьется, теряет разум…».

### Уроженцы
- Симонид Кеосский — древнегреческий лирический поэт.
- Продик — софист времен Сократа.
- Эрасистрат (304—250 до н. э.) — греческий врач, родом из Иулиды на острове Кеосе. Эразистрат считается основателем особой медицинской школы, называвшейся по его имени.
- Кипариссос Стефанос — греческий математик XIX века.

## Население
| Год  | Население, человек |
| ---- | ------------------ |
| 1991 | 1649               |
| 2001 | 2162               |
| 2011 | ↗ 2455             |